# هامونه کالوریس
هامونهٔ کالوریس (انگلیسی: Caloris Planitia) دشتی در یک دهانه برخوردی بزرگ در سیاره عطارد است که به‌طور غیررسمی کالوریس نامیده می‌شود و قطری در حدود ۱۵۵۰ کیلومتر (۹۶۰ مایل) دارد. این یکی از بزرگ‌ترین دهانه‌های برخوردی در منظومه خورشیدی است. «کالور» به معنای «گرما» در لاتین است و این دهانه به این دلیل نامیده می‌شود که خورشید در هر ثانیه که عطارد از حضیض می‌گذرد تقریباً مستقیماً بالای سر آن قرار می‌گیرد. این دهانه که در سال ۱۹۷۴ توسط براین اولیری کشف شد با حلقه‌ای از کوه‌ها به ارتفاع تقریبی ۲ کیلومتر (۱٫۲ مایل) احاطه شده‌است.

## ظاهر
اولین تصویر توسط مسنجر از سمت پنهان عطارد از فاصله حدود ۲۷۰۰۰ کیلومتری (۱۷۰۰۰ مایل) برای برجسته کردن کالوریس برداشته شد. تشخیص لبه سخت است زیرا خورشید مستقیماً بالای سر قرار دارد و از سایه‌ها جلوگیری می‌کند.
Caloris بر روی تصاویر گرفته شده توسط کاوشگر مارینر ۱۰ در سال ۱۹۷۴ کشف شد. نام آن توسط برایان اولری، فضانورد و عضو تیم تصویربرداری مارینر ۱۰ پیشنهاد شد. در زمانی که کاوشگر از کنار آن عبور می‌کرد، روی پایان‌دهنده - خطی که نیمکره‌های روز و شب را تقسیم می‌کند - قرار داشت، و بنابراین نیمی از دهانه را نمی‌توانست تصویربرداری کند. بعداً، در ۱۵ ژانویه ۲۰۰۸، یکی از اولین عکس‌هایی که کاوشگر مسنجر از این سیاره گرفت، دهانه را به‌طور کامل نشان داد.